# SNARE蛋白

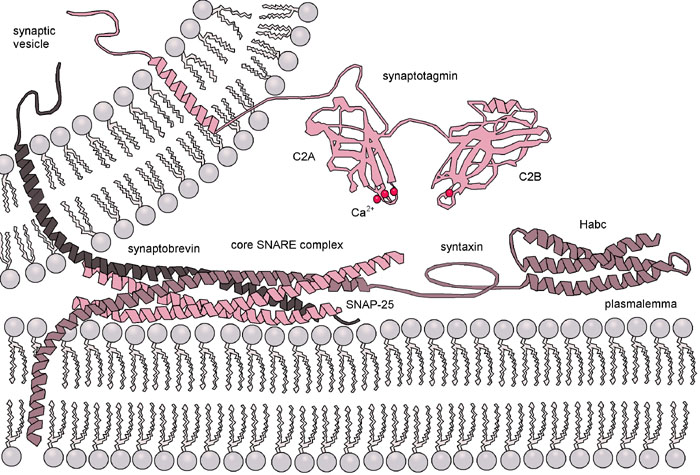
Molecular machinery driving vesicle fusion in neuromediator release. The core SNARE complex is formed by four α-helices contributed by synaptobrevin, syntaxin and SNAP-25, synaptotagmin serves as a calcium sensor and closely regulates the SNARE zipping.

可溶性N-乙基順丁烯二醯亞胺敏感性因子附著蛋白受體（英語：SNAP REceptor，即SNAP受體，又稱可溶性NSF附著蛋白受體），又稱SNARE蛋白，是一個大的蛋白質家族，由酵母菌中的至少24個成員和哺乳動物細胞中的60個以上的成員組成。SNARE蛋白的主要作用是介導囊泡融合以及囊泡與靶膜的融合。這尤其介導胞吐作用，但也可以介導囊泡與膜結合區室（如溶體）的融合。研究最深入的SNARE是介導神經元中突觸小泡的神經遞質釋放。這些神經元SNAREs是負責某些細菌產生的肉毒桿菌中毒和破傷風的等神經毒素的標靶。

## 外部連結
- 醫學主題詞表（MeSH）：SNARE+Proteins
- 醫學主題詞表（MeSH）：SNARE+Complex